# Antoine Gautier de Montdorge
Antoine-César Gautier de Montdorge, né le 17 janvier 1701 à Lyon et mort le 24 octobre 1768 à Paris, est un dramaturge et librettiste d'opéra français.

## Biographie
Financier, homme de lettres dilettante et amateur de peinture ainsi que le voisin et ami de La Pouplinière, le mécène de Jean-Philippe Rameau pour qui il aurait écrit le livret sans contrepartie de rétribution par celui-ci – ce qui alimenta sa réputation d’avarice[réf. nécessaire] –, il est principalement connu comme le librettiste des Fêtes d’Hébé, opéra-ballet mis en musique par Rameau, l’un des chefs-d’œuvre du genre, en 1739.
Maître de la Chambre aux deniers du Roi, Montdorge cultiva les lettres par goût et sans autre prétention que celle que peut y mettre un homme riche, aimable et jeté dans la bonne société, qui écrivait facilement et agréablement. L’Académie de Lyon l’avait admis dans son sein, à cause de son goût pour les lettres, mais il ne se bornait pas à les aimer et sa grande fortune ne l’empêcha pas de les cultiver. Plus d’une fois il donna, par l’usage qu’il fit de sa richesse, des encouragements aux arts, en accordant sa protection aux artistes, aux musiciens, aux poètes. Montdorge est le premier auteur lyrique qui se soit affranchi, dans la composition des caractères de ses personnages, de la manière de Quinault. Son Opéra de société n’eut aucun succès et il renonça à l’opéra.
Il a donné un mémoire important sur la gravure en couleur dont il a été fait usage à l’article « Gravure » de l’Encyclopédie de Diderot et d’Alembert. Il a écrit sous le nom de plume de « Nadir ». Il fut d'ailleurs le mécène et l'ami du peintre et graveur Jacob Christoph Le Blon dont il republia L'Harmonie du coloris en 1756.

## Œuvres
- Les Fêtes d’Hébé, ou les Talents lyriques, opéra-ballet en trois actes (musique de Rameau) joué en 1739, repris en 1747 et 1766 et imprimé in-4° ;
- Réflexions d’un peintre sur l’opéra, 1741, in-12 ;
- [Le Blon], L'Art d’imprimer les tableaux en trois couleurs, 1756, in-8° ;
- L’Opéra de société, en un acte ; musique de Giraud, joué en 1762 ;
- Conte oriental, Paris, 1767.

## Source
- Biographie universelle, ancienne et moderne, t. 29, Paris, L. G. Michaud, 1821, p. 473.
- Dominique Saint-Pierre (dir.), Dictionnaire historique des académiciens de Lyon 1700-2016, Lyon, éditions de l'Académie, 2017, p. 569-570  (ISBN 978-2-9559433-0-4).